# Porsche-Diesel Standard AP 218 S
Der Porsche Standard AP 218 S (auch kurz AP/S) war ein Traktor, den die Porsche-Diesel Motorenbau GmbH mit Sitz in Friedrichshafen am Bodensee von 1957 bis 1958 produzierte. Der Porsche-Diesel Standard 218 S war das Nachfolgemodell des Porsche-Diesel Standard AP 218.
Der Hauptunterschied zum Standard-AP-Modell ist der überarbeitete Motor mit zusätzlichen 2 PS. Die Bezeichnung AP/S bedeutet nicht mehr Allgaier Porsche Standard, wie bei den Vorgängermodellen und der Kooperation mit Allgaier, sondern Aluminium Porsche Standard. Der 4-Takt-Zweizylinder-Reihenmotor mit Wirbelkammereinspritzung des in rahmenloser Blockbauweise gefertigten Standard AP 218 S leistete 22 PS. Ein Ölbad-Luftfilter reinigt das Luftgemisch, bevor es in den Motor gelangt. Wie der Vorgänger hatte auch der Standard AP 218 S ein Bosch-Einspritzsystem, eine ölhydraulische Kupplung und Luftkühlung. Ein Fernthermometer zeigte die Temperatur des Motors in der Fahrerkonsole unter dem Lenkrad an. Der hinterradangetriebene Schlepper war mit einer Einscheibentrockenkupplung von Fichtel & Sachs sowie einem Zahnradwechselgetriebe mit einem Rückwärtsgang und fünf Vorwärtsgängen ausgestattet. Der externe Mähantrieb des Porsche-Diesel Standard AP 218 S ließ sich über die Keilriemenscheibe direkt antreiben. Die Achsen konnten in der Spurweite verstellt werden, was darüber hinaus mit Radscheiben und breiteren Felgen verstärkt werden konnte. Hinten lag die Achslast bei etwa 900 kg und vorne bei etwa 447 kg. Die Riemenscheibe hatte einen Maximaldurchmesser von 220 mm.
Zur serienmäßigen Ausstattung des Porsche-Diesel Standard AP 218 S gehörte eine Dreipunktaufhängung für den hydraulischen Kraftheber. Darüber hinaus waren auf Wunsch eine Vorderachsfederung, Rückscheinwerfer, eine Kraftstoffanzeige und ein Kotflügelsitz lieferbar. Die Riemenscheibe erreichte eine Geschwindigkeit von 16,8 m/s und war für den Rechts- oder Linkslauf geeignet. Des Weiteren konnte ein Allwetterverdeck sowie ein Überrollbügel für steile Hänge angebaut werden.